# 庞家钰
庞家钰（1944年4月—），男，山东肥城人，中华人民共和国政治人物。原东北工学院工业企业电气化与自动化专业毕业。曾于1966年1月加入中国共产党；2003年，当选陕西省政协第九届副主席。2007年2月，因严重违纪被撤销职务，成为陕西省首位因贪腐下台的副省级高官；并被中共开除党籍。2008年6月28日，经兰州市中级人民法院两次开庭审理，认定受贿48万人民币、还犯有玩忽职守罪，共处有期徒刑12年。

## 生平

### 从政经历
1969年，庞家钰大学毕业；受文化大革命影响，留校一年，等待分配工作。1970年8月，被安排到原冶金部下属304厂（后改制为“青铜峡铝厂”）工作；1979年，调任宝鸡市晶体管厂任副厂长。此后，庞家钰一直在宝鸡市工作；历任市电子仪表工业公司经理，市经委副主任、重工局局长，市政府秘书长；1992年，升任宝鸡市副市长；1993年，出任市长；1998年2月起，担任市委书记、市人大常委会主任。2003年1月，在陕西省政协第九届委员会第一次会议上，当选省政协副主席；2007年2月因严重违纪，被撤销副主席职务。

### 腐败丑闻
在1993年至2003年的10年间，庞家钰一直担任宝鸡市的主要领导职务；其任内两项重要政绩，冯家山引水工程和宝鸡市财政证券公司的成立，都成为庞的贪腐祸源。他利用手中职权，霸占有夫之妇，拥有一个“官太太情妇团”，并纵容这些情妇们和其亲属非法聚敛钱财，造成上亿元的公共损失。以冯家山水库引水工程为例；工程最先转包给庞的情妇，其妻子潘玉芝得知后，前往市委机关撒泼；于是工程又转包给潘玉芝。工程造价最终突破1.5亿元的财政预算，高达3.2亿元。1999年建成后的冯家山引水工程，主管道前后爆裂十次；其中，2007年8月的一次，造成市区80%供水中断；2008年11月的管线爆裂，因靠近西宝高速公路，还造成了交通中断。
在以宝鸡市司法局副局长曹长征为首的10余名公务员、及退休干部长期的实名举报，最终扳倒了庞家钰。2006年9月15日，中纪委工作组向庞家钰宣布了“双规”，并将其带至北京。 2007年2月2日，陕西省政协九届五次会议决定，撤销庞家钰省政协副主席职务，并被开除党籍；2月5日，中纪委将案件移交最高人民检察院；最高检指定由甘肃省人民检察院办理此案，并交由兰州市检察院负责审查起诉。